# Tereftalato de bis-hidroxietila
Tereftalato de bis-hidroxietila é um composto químico orgânico, um éster do grupo dos tereftalatos (éster de ácido tereftálico). É um subproduto da despolimerização do PET. É abreviado na literatura como BHET, do inglês bis(2-hydroxyethyl) terephthalate.

## Produção
O tereftalato de bis-hidroxietila é obtido por esterificação do ácido tereftálico ou transesterificação de tereftalato de dimetilo com etileno glicol.

## Usos
Tereftalato de bis (hidroxietil) é um intermediário na produção de PET por determinados processos.